# 阿顺历险记
《阿顺历险记》是新加坡新传媒电视節目，開播於2011年10月20日，每星期四晚上8点到9点播出。

## 介紹過的國家
- 泰北清迈(湄登县)/(喃邦) 、 (清迈清佬山)/(茵他侬山) 、 (魏功甘古都)/(湄登县)
- 马来西亚(兴楼云冰)
- 印度尼西亚(卡龙岛)/(科莫多岛)/(蔺卡岛) 、 (泗水)/(婆罗摩火山群)/(宜珍)/(玛琅)
- 越南(沙霸)/(丽秘) 、 (下龙湾)/(百屠隆)